# Caulipsolon rapaceum
Caulipsolon es un género monotípico de fanerógamas perteneciente a la familia Aizoaceae.  Su única especie: Caulipsolon rapaceum, es originaria de Sudáfrica.

## Descripción
Caulipsolon rapaceum es una planta baja geofita con raíces tuberosas. Planta herbácea con los entrenudos organizados e incluidos en sus cortezas con haces vasculares adicionales. Sus nodos tienen surcos horizontales. Las hojas casi cilíndricas están dispuestas en forma decusada y libres en su base. Las centrales que almacenan agua con las células muy pequeñas. Las células de la vejiga de los entrenudos y hojas son planas y mesomorficas. Las flores se disponen en cimas y son individualmente raras. Tienen un diámetro de 20 a 30 milímetros. Con cinco sépalos presentes, que están unidos en un tubo corto. Los blancos pétalos son libres en su base. Los frutos en forma de cápsulas poseen valvas curvadas que se funden entre sí en pares. Las cápsulas contienen semillas de color ocre con una áspera cubierta.

## Distribución
El área de distribución de Caulipsolon rapaceum se extiende en Sudáfrica desde Calvinia en el sur de Namaqualand hasta Clanwilliam.

## Taxonomía
Caulipsolon rapaceum fue descrita por (Jacq.) Klak y publicado en Illustrated Handbook of Succulent Plants. Aizoaceae A–E: 103. 2002.
Basónimo
- Mesembryanthemum rapaceum Jacq.